# Misión sui iuris de Tayikistán
La misión sui iuris de Tayikistán (en latín: Missio sui iuris Tadzikistaniana y en ruso: Миссия sui iuris в Таджикистане) es una circunscripción eclesiástica de la Iglesia católica en Tayikistán. Se trata de una misión sui iuris latina, inmediatamente sujeta a la Santa Sede. Desde el 29 de agosto de 2017 su superior es el presbítero Pedro Ramiro López, del Instituto del Verbo Encarnado.

## Territorio y organización
La misión sui iuris tiene 144 100 km² y extiende su jurisdicción sobre los fieles católicos de rito latino residentes en todo el territorio de Tayikistán.
La sede de la misión sui iuris se encuentra en la ciudad de Dusambé, en donde se halla la Procatedral de San José, fundada en 1974.
En 2022 en la misión sui iuris existían 2 parroquias: 
- San José, en Dusambé;
- San Roque, en Bojtar (antes llamada Qurghonteppa).[2]

Existe además la iglesia de Santa Teresa del Niño Jesús, en Buston (antes llamada Chkalovsk).

## Historia
En los tiempos modernos la Iglesia católica obtuvo una presencia en Tayikistán a través de las deportaciones dentro de la Unión Soviética. La comunidad católica en Tayikistán comenzó a desarrollarse a partir de los años 40 del siglo XX, cuando a esta república soviética fue deportada población alemana, ucraniana y lituana. La Iglesia católica operaba clandestinamente, temiendo represalias por parte de las autoridades soviéticas. En 1974 se abrieron las iglesias en Dusambé y Qurghonteppa. Entre 1978 y 1991 los católicos de Dusambé eran atendidos por el sacerdote Hartmut Kania de la República Democrática Alemana, que pasaba sus vacaciones en la Unión Soviética y acudía a ellos en secreto como turista.
El colapso de la Unión Soviética y la declaración de independencia de Tayikistán el 9 de septiembre de 1991 dieron como resultado la salida total de la Iglesia de la clandestinidad, como resultado de lo cual el territorio quedó subordinado a la administración apostólica en Karagandá de los latinos (hoy diócesis de Karagandá). Muchos católicos huyeron de la guerra civil tayika de la década de 1990.
La misión sui iuris fue erigida el 29 de septiembre de 1997 por el papa Juan Pablo II separando territorio de la administración apostólica de Karagandá de los latinos. La misión fue encomendada a los religiosos argentinos del Instituto del Verbo Encarnado, encabezados por un superior eclesiástico no investido con el oficio de obispo. En 2003 la Iglesia abrió un centro y un comedor de beneficencia en Dusambé para niños sin hogar. Para 2004 la misión tenía tres parroquias, un centro de misión, cinco sacerdotes, cuatro monjas de las Misioneras de la Caridad y su propio sitio web. En 2005 tres hermanas de las Siervas del Señor y Nuestra Señora de Matará fueron a vivir a Tayikistán. Las Misioneras de la Caridad comenzaron clases de costura para mujeres jóvenes en 2006 para que pudieran desarrollar habilidades y continuar su educación. En julio de 2007 el padre Ávila se unió a los 22 grupos religiosos no islámicos del país para oponerse a un proyecto de ley que restringiría en gran medida las actividades de las minorías religiosas. En marzo de 2008 muchos ciudadanos pobres y ancianos hicieron cola en la casa de las monjas en Dusambé para recibir ayuda de Caritas Tayikistán, CARE Internacional y United States Catholic Relief Services para sobrevivir al duro invierno. En 2012 tres tayikos estaban estudiando para el sacerdocio y tres mujeres deseaban ser monjas.

## Estadísticas
Según el Anuario Pontificio 2023 la misión sui iuris tenía a fines de 2022 un total de 130 fieles bautizados.
| Año                                                                             | Población            | Población | Población      | Sacerdotes | Sacerdotes    | Sacerdotes    | Bautizados por sacerdote | Diáconos permanentes | Religiosos | Religiosos | Parroquias |
| Año                                                                             | Bautizados católicos | Total     | % de católicos | Total      | Clero secular | Clero regular | Bautizados por sacerdote | Diáconos permanentes | Varones    | Mujeres    | Parroquias |
| ------------------------------------------------------------------------------- | -------------------- | --------- | -------------- | ---------- | ------------- | ------------- | ------------------------ | -------------------- | ---------- | ---------- | ---------- |
| 1997                                                                            | 180                  | 6 155 000 | 0.0            | 3          |               | 3             | 60                       |                      | 3          | 4          | 2          |
| 1999                                                                            | 245                  | 6 155 000 | 0.0            | 4          | 1             | 3             | 61                       |                      | 3          | 4          | 2          |
| 2005                                                                            | 294                  | 6 520 000 | 0.0            | 5          |               | 5             | 59                       |                      | 5          | 4          | 3          |
| 2007                                                                            | 300                  | 7 163 506 | 0.0            | 5          |               | 5             | 60                       |                      | 5          | 8          | 3          |
| 2010                                                                            | 326                  | 7 163 506 | 0.0            | 4          |               | 4             | 81                       |                      | 4          | 8          | 3          |
| 2014                                                                            | 150                  | 7 802 000 | 0.0            | 4          |               | 4             | 37                       |                      | 10         | 6          | 3          |
| 2017                                                                            | 150                  | 8 335 900 | 0.0            | 4          |               | 4             | 37                       |                      | 6          | 7          | 2          |
| 2020                                                                            | 150                  | 8 610 900 | 0.0            | 4          |               | 4             | 37                       |                      | 5          | 8          | 2          |
| 2022                                                                            | 130                  | 9 538 000 | 0.0            | 4          |               | 4             | 32                       |                      | 4          | 14         | 2          |
| Fuente: Catholic-Hierarchy, que a su vez toma los datos del Anuario Pontificio. |                      |           |                |            |               |               |                          |                      |            |            |            |

## Episcopologio
- P. Carlos Antonio Ávila, I.V.E.[nota 1] (29 de septiembre de 1997-19 de septiembre de 2013 renunció)
- P. Pedro Ramiro López, I.V.E., desde el 19 de septiembre de 2013